# Бебит (роман)
Бебит (енгл. Babbitt) (1922), Синклера Луиса, сатирични је роман о америчкој култури и друштву који критикује празнину живота средње класе и друштвени притисак ка конформизму. Контроверза коју је изазвао Бебит утицала је на одлуку да се Нобелова награда за књижевност додели Луису 1930. године .
Реч Бебит је ушла у енглески језик као „особа, а посебно пословни или професионални човек који се без размишљања придржава преовлађујућих стандарда средње класе“. 

## Теме
После друштвене нестабилности и оштре економске депресије која је уследила након Првог светског рата, многи Американци 1920-их видели су раст пословања и градова као основу за стабилност. Грађански подстрекачи (бустеризам) и самостални људи из средње класе представљали су посебно америчке приказе успеха, у време када је промоција америчког идентитета била кључна у суочавању са растућим страхом од комунизма. У исто време, растући градови средњег запада, обично повезани са масовном производњом и појавом потрошачког друштва, такође су виђени као амблеми америчког напретка. Џорџа Ф. Бебита, главног јунака романа, комитет за Нобелову награду из 1930. описао је као „идеал америчког популарног хероја средње класе. Релативност пословног морала, као и приватних правила понашања за њега је прихваћен став, и он без оклевања сматра да је Божија сврха да човек ради, повећава своје приходе и ужива у савременим побољшањима.“ 
Иако многи други популарни романописци који су писали у време Бебитовог објављивања описују „Бурне двадесете“ као еру друштвених промена и разочарења у материјалну културу, савремени научници тврде да Луис није био члан „изгубљене генерације“ млађих писаца као што су Ернест Хемингвеј или Ф. Скот Фицџералд. Уместо тога, био је под утицајем прогресивне ере; и промена у америчком идентитету које су пратиле брзу урбанизацију земље, технолошки раст, индустријализацију и затварање граница.  Иако је прогресивна ера изградила заштитну баријеру око угледног америчког бизнисмена, један књижевни научник је написао да је „Луис имао срећу да дође на сцену баш када је царева одећа нестајала“.  Луиса су поредили са многим ауторима, који су писали пре и после објављивања Бебита, који су изнели сличне критике средње класе. Иако је објављена 1899. године, много пре Бебита, Теорија доколичарске класе Торстена Веблена, која је критиковала потрошачку културу и друштвену конкуренцију на прелазу из 20. века, често је цитирана ради поређења.  Написана деценијама касније, 1950. године, Усамљена гомила Дејвида Ризмана је такође упоређивана са Луисовим делима. 

## Зенит
Зенит је типичан град средњег запада. Луис је био веома критичан према сличностима међу већином америчких градова, посебно у поређењу са разноликим — и по његовом мишљењу, културно богатијим — градовима Европе. Зенит је измишљени град у исто тако фиктивној средњозападној држави „Винемак“, поред Охаја, Индијане, Илиноиса и Мичигена. (У Бебиту се не помиње Винемак по имену, али Луисов наредни роман Мартин Ароусмит елаборира његову локацију.) Када је Бебит објављен, новине у Синсинатију, Дулуту, Канзас Ситију, Милвокију и Минеаполису су тврдиле да је њихов град модел за Зенит. Синсинати је имао можда најјаче тврдње, јер је Луис тамо живео док је истраживао за књигу.  Луисова преписка сугерише, међутим, да Зенит треба да буде било који град на средњем западу са популацијом између око 200.000 и 300.000. 
Док је спроводио истраживање за Бебита, Луис је водио детаљне часописе, у којима је састављао дугачке биографије за сваког од својих ликова. За његовог насловног лика ова биографија је чак укључивала и детаљну генеалогију, као и листу Бебитових курсева на колеџу. Зенитови главни јунаци и породице су документоване у овим часописима, а многа од њих се поново појављују у Луисовим каснијим делима.  План града је такође замишљен до детаља. Луис је нацртао серију од 18 мапа Зенита и околних подручја, укључујући Бебитову кућу, са свим њеним намештајем. 
Зенитова главна врлина је конформизам, а његова религија је подстицај. Истакнути подстекачи (бустери) у Зениту су Вергил Гунч, трговац угљем; Сидни Финкелштајн, купац женске конфекције за Парчер & Штајн робну кућу (а не каснији писац из стварног живота Сидни Финкелштајн); Професор Џозеф К. Памфри, власник Riteway Business College и „инструктор јавног говора, пословног енглеског, писања сценарија и привредног права“; и Т. Чолмондели "Чум" Фринк, познати песник сумњивог талента. Као продавац некретнина, Џорџ Бебит добро познаје врлине свог родног града. У говору пред управним одбором агенције за некретнине, он каже: „Можда је тачно да ће Њујорк, Чикаго и Филаделфија наставити да буду испред нас по величини. Али осим ова три града, која су тако прерасла да ниједан пристојан белац, нико ко воли своју жену и децу и божје доброте и воли да се рукује са комшијом у знак поздрава, не би желео да живи у њима — и дозволите ми да вам кажем одмах овде и сада, не бих мењао високо класни развој површине Зенита за читаву дужину и ширину Бродвеја или Стејт улице! — осим ова три, свакоме ко има довољно чињеница је очигледно да је Зенит најбољи пример америчког живота и просперитета који се може наћи."  Зенит је стога представљен као више од једноставног просперитета; безбедан је и здрав.

## Радња
У рецензији романа Смарт Сета стоји: „Нема никакве радње... Бебит једноставно постаје две године старији како се прича одвија.“ 
Првих седам поглавља прате Бебитов живот током једног дана. Током доручка, Бебит обожава своју десетогодишњу ћерку Тинку, покушава да одврати своју 22-годишњу ћерку Верону од њених новооткривених социјалистичких склоности и подстиче свог 17-годишњег сина Теда да се више труди у школи. У канцеларији диктира писма и разговара о рекламирању некретнина са својим запосленима. Постепено, Бебит схвата своје незадовољство "Америчким сном" и покушава да угуши ова осећања тако што иде на камповање у Мејн са својим блиским пријатељем и старим цимером са факултета Полом Ризлингом. Иако путовање има успона и падова, њих двојица сматрају да је то свеукупни успех и одлазе са оптимизмом у погледу година које су пред њима.
На дан када је Бебит изабран за потпредседника Бустеровог клуба, сазнаје да је Пол убио своју жену Зилу. Бебит се одмах вози у затвор у којем је Пол задржан, покушавајући да смисли начине да помогне Полу. Убрзо након Половог хапшења, Бебитова жена и ћерка одлазе у посету рођацима, остављајући Бебита мање-више самог. Бебит почиње да се пита шта је заиста желео у животу. Временом, Бебит почиње да се буни против свих стандарда које је раније држао: ускаче у либералну политику са познатим социјалистичким парничаром Сенеком Доаном, улази у ванбрачну везу, одлази на разне одморе и јури по Зениту са боемима и флаперсима. Полако постаје свестан да су његови напади на неконформизам не само узалудни већ и деструктивни за живот и пријатеље које је некада волео.
Када се Бебитова жена разболи од акутне упале слепог црева, Бебит жури кући и одустаје од сваке побуне. Током њеног дугог опоравка, они поново распирују своју интимност и Бебит се враћа у непристрасан конформизам. У последњој сцени, Бебит открива да се његов син Тед тајно оженио Јунис, ћерком његовог комшије. Он нуди своје одобрење за брак, наводећи да се, иако се не слаже, диви Теду што живи свој живот под својим условима.

## Бебит и породица
Бебит је професионално успешан као продавац некретнина. Велик део своје енергије у раним поглављима троши на пењање на друштвеној лествици кроз помоћне функције, продају некретнина и склапање добрих односа са разним угледницима. Према Бебиту, сваки "пристојан" човек у Зениту припада најмање двема или трима "ложама" или бустер клубовима. Они су добри за потенцијална пословна партнерства, одвајање од куће и породичног живота, и једноставно зато што је „то требало да се уради“. 
Иако је Луис настојао да прикаже средовечног Американца у Бебиту, он укључује и младалаче снове и идеале свог лика. Бебит често размишља о свом промашеном циљу да постане адвокат. На колеџу је сањао да одбрани сиромашне од „неправедних богатих“, а можда чак и да се кандидује за гувернера. Почео је да се бави некретнинама на колеџу да би зарадио новац за животне трошкове, али је трајно наставио посао са некретнинама убрзо након венчања. Бебитовог најбољег пријатеља, Пола, на сличан начин прогањају неостварени снови. Талентовани виолиниста, надао се да ће као млађи студирати у Европи. Када он и Бебит одлазе на пут у Мејн, заустављају се у Њујорку, где Пол са чежњом гледа у океанске бродове спремне да пређу Атлантик. Пол и даље повремено свира виолину; када то чини "чак је и Зила ћутала као усамљени човек који је изгубио пут ... исплео своју мрачну душу у музици."  Упркос томе што је напустио своје пређашње циљеве и идеале, Бебит и даље сања о „вилинском детету“: замишљеној жени пуној живота и весеља која га не види као отрцаног старог бизнисмена већ као „галантног младића“. Као своје вилинско дете замишља разне жене, укључујући своју секретарицу, маникерку, девојку свог сина и на крају Танис Јудик.
Пошто није успео у својим тежњама да и сам постане адвокат, Бебит се нада да ће његов син Тед ићи на правни факултет. Тед, међутим, једва да је заинтересован за завршетак средње школе. Уместо да се фокусира на колеџ, Тед снима огласе за дописне курсеве и шеме зараде. У драматичној последњој сцени романа Тед објављује да је побегао са својом девојком, Јунис Литлфилд, и намерава да напусти колеџ да би постао инжењер. Јунис је описана веома модерног изгледа, са кратком косом и сукњама које показују колена.
Бебитове наде за његову старију ћерку Верону се углавном састоје од тога да она склопи добар брак. Бебит је забринут због њених социјалистичких политичких ставова. Књиге које чита, укључујући поезију Вачела Линдзија и есеје Х.Л. Менкена, посебно га узнемиравају јер прете врлинама чврстог грађанства. 

## Критички пријем
У Бебиту (1922), Синклер Луис је створио живог човека који дише са препознатљивим надама и сновима, а не карикатуру. Луис је свом издавачу написао: „Он је сви ми Американци са 46 година, напредан, али забринут, који жели — страствено — да освоји нешто више од аутомобила и куће пре него што буде прекасно.  Осредњост Џорџа Ф. Бебита је централна за његов реализам; Луис је веровао да је фатална мана претходних књижевних представа америчког бизнисмена то што су га приказивали као „изузетног човека“.
О роману, Луис је рекао: „Ово је прича о владару Америке“ у којој је „уморни амерички бизнисмен“ имао социо-економску моћ не својом изузетношћу, већ милитантним конформизмом. Луис је америчког бизнисмена приказао као човека који је дубоко незадовољан и приватно свестан својих недостатака; он је „најтежа жртва сопствене милитантне тупости” која је потајно жудела за слободом и романтиком.  Читаоци који су хвалили психолошки реализам портрета признали су да се редовно сусрећу са Бебитима у стварном животу. Објављена две године након Луисовог претходног романа (Главна улица, 1920), прича о Џорџу Ф. Бебиту била је веома ишчекивана јер је сваки роман представљао портрет америчког друштва у коме је „главни лик доведен у сукоб са прихваћеним поретком ствари, довољно да илуструје његову немилосрдност“. 
Друштвени критичар и сатиричар Х.Л. Менкен, ватрени присталица Синклера Луиса, рекао да је Бебит запањујуће дело књижевног реализма о америчком друштву.  Менкен је рекао да је Бебит књижевно оличење свега што није у реду у америчком друштву.  У културној клими раног 20. века, критичари истомишљеника и Менкенови следбеници били су познати као „Babbitt-baiters“. 
Упркос Менкеновој похвали Бабита као непоколебљиве друштвене сатире, други критичари су утврдили претеривање у Луисовом приказу америчког бизнисмена. У приказу књиге „Од Мопасана до Менкена“ (1922), Едмунд Вилсон је рекао да Луисов књижевни „поклон скоро у потпуности чини људе гадним” а ликови су невероватни.  Други критичар је одбацио Бебита као „монструозну, урлајућу, несавесну сатиру“ и рекао „г. Луис је највештији претеривач у књижевности данашњице.”  Без обзира на то, у првој години објављивања, 140.997 примерака романа је продато у САД.  Средином 1920-их, хваљење Бебита постало је иритантно за америчке бизнисмене, ротаријанце и сличне. Они су истакли врлине организација у заједници и позитиван допринос који су индустријски градови дали америчком друштву. 

## Адаптације
Бебит је два пута претваран у филмове, што Turner Classic Movies описује као „импресивно за роман који једва да има радњу“.  Прва адаптација била је неми филм објављен 1924. са Вилардом Луисом у улози Џорџа Ф. Бебита. Према евиденцији Варнер Броса коштао је 123.000 долара и зарадио 306.000 долара. 
Други је био звучни филм из 1934. са Гајем Кибијем у главној улози. Та верзија, иако је донекле остала верна Луисовом роману, даје слободу заплету, преувеличавајући Бебитову аферу и посао са некретнинама.  Оба филма су била продукција Варнер Броса.  